# فال سيم
فال سيم (بالإنجليزية: Val Sim)‏ هي محامية نيوزيلندية، ولدت في 1954.